# ロック・オペラ
ロック・オペラ（Rock opera）とは、ロック・ミュージックの形式の一つで、ロック版オペラのことである。

## 概要
従来のロック・アルバムは独立した曲を集めたもので、収録曲の間には何の関係もなかった。ロック・オペラは、アルバムに統一されたストーリーや一貫したテーマを持たせて、それを劇の形式で表現したものである。歌い手に劇中の登場人物の役が割り振られて、歌詞は一人称形式をとるのが基本である。
音楽や演劇の専門書の中にはロック・オペラという言葉を誤りとするものがあるが、オペラとは歌劇のことであり、オペラを「役を演じる歌い手たちによって展開される劇」と定義するならば、ロック・オペラという言葉は妥当であると考えられる。
アルバムがストーリーやテーマを持っていても、劇の形式を取っておらず歌い手がそれを歌うだけものは、コンセプト・アルバムとされることが多い。つまり、ロック・オペラとは劇の形式を持ったコンセプト・アルバムである、と定義することもできよう。

## 歴史

### 1960年代
アメリカ合衆国のロック・ミュージシャンだったフランク・ザッパは、まだ無名だった1964年の夏に購入したカリフォルニア州クカモンガのパル・レコーディング・スタジオをスタジオZと改名し、様々な活動を行なっていた。"I Was a Teen-age Malt Shop"は当時彼が手掛けた作品の一つで、NedとNeldaという父娘を題材にしたロックン・ロールのオペラだった。彼は同年12月に、この作品をCBSの番組プロデューサーに聴かせて番組で特集させようとしたが、企ては失敗して作品は公表されなかった。もし"I Was a Teen-age Malt Shop"が完成して発表されていたなら、ロック・オペラに相当する作品の最も初期の例になっていたかもしれない。
ロック・オペラという言葉が公に使われた最も初期の例は、トロントの雑誌「RPMマガジン」1966年7月4日号である。「ブルース・コバーンと（ウィリアム・）ホーキンス氏がロック・オペラの準備中」と報道された。
同じく1966年、イングランドのロック・バンドであるザ・フーのピート・タウンゼントは、マネージャーのキット・ランバートの誕生日に、冗談で作った"Gratis Amatis"という楽曲のデモ・テープをランバートに聴かせた。イングランドの作曲家コンスタント・ランバートを父親に持つランバートは、クラシック音楽に造詣が深く、日頃タウンゼントにポップ・ミュージックの範疇を超えてクラシックのような壮大な曲を書くように提案していた。"Gratis Amatis"はランバートの提案に対するタウンゼントの応答で、BBCラジオのコメディ番組『ザ・グーン・ショー』で頻繁に使われたような高音の歌声で'Gratis Amatis'という言葉が10分間程繰り返されるアリアのような曲だった。居合わせた仲間達は大笑いし、その中の一人が「その変な歌はまるでロック・オペラだな」と言うと笑いは一層大きくなり、皆と一緒に笑っていたランバートも「そいつはいい！」と言った。
タウンゼントは同年、ザ・フーのセカンド・アルバム『ア・クイック・ワン』（1967年）の制作中、プロデューサーのランバートから短い曲を集めて10分程度の物語の曲を書くよう指示された。そこでタウンゼントは、アイヴァーという名前の機関士が若いガイドの娘を誘惑するという物語を含む「クイック・ワン」（A Quick One While He's Away）という約9分の曲を書いた。この曲は物語の内容よりも彼等がミニ・オペラと呼んだ斬新な構造が聴き手の注目を集め、のちにロックの新しいジャンルになるロック・オペラの原型になった。彼は次に、中華人民共和国に支配された1999年の世界を舞台にした20分以上にも及ぶオペラ形式の曲を書いたが、この曲は度重なる改作を経て6分程度にまで短縮され、ザ・フーのサード・アルバム『セル・アウト』（1967年）に「ラエル」（Rael）として収録された。
1967年5月には、ローマのパイパー・クラブで、ティート・スキーパ・ジュニアが、ビート・オペラなる『ゼン・アン・アレイ/Then an Alley』を企画・上演した。バックに「ボブ・ディランの曲18曲を流した」この作品は、イタリア国内では話題になったが、それ以外の国で取り上げられることはなかった。スキーパ・ジュニアはさらに『Orfeo 9』という舞台作品を書いた。これが最初の「イタリア語の」ロック・オペラで、初演は1970年1月だった。『Orfeo 9』は2枚組アルバムとテレビ映画になった。ちなみにテレビ映画の音楽監督は、後のアカデミー賞受賞者ビル・コンティだった。
1967年、ヒッピー・ミュージカル『ヘアー』が「The American Tribal Love-Rock Musical」という副題をつけられて、ジョセフ・パップ・パブリック・シアターで初演された。この作品は反戦、ヒッピー、フリーセックス、フリーラヴがテーマで、ヌードシーンも登場する。1968年4月からブロードウェイで上演され大ヒットし、ロック・オペラではなくロック・ミュージカルの草分けと呼ばれるようになった。
同じく1967年、ドイツ出身でイングランドで活動していた音楽プロデューサーのマーク・ワーツ（Mark Wirtz）が『ティーンエイジ・オペラ』（A Teenage Opera）という企画を発案した。彼はイングランドのロック・バンドで自分がプロデュースしていたジ・イン・クラウド改めトゥモロウのヴォーカリストのキース・ウェストを起用して、1967年7月にシングル’Expert from ”A Teenage Opera”’を制作発表した。このシングルはヨーロッパで人気を呼び、全英シングルチャートで最高位2位を記録した。しかし、後続のシングル2作の売り上げがいずれも振るわず、ワーツが契約していたEMIレコードに予算を削られてしまったので、『ティーンエイジ・オペラ』の企画は頓挫した。
1968年12月、イングランドのロック・バンド、ザ・プリティ・シングスが、セバスチャン・F・ソローという人物を主人公にした成年向けの物語を描いたアルバム『S.F.ソロウ』（"S.F. Sorrow"）を発表した。物語のあらすじには後のロック・オペラに比べるとやや粗削りな感があったが、アルバム全体が一つの物語体のコンセプトを持っているという点でロック・バンドによる最初の試みとしての大きな価値を有しているのみならず、初のロック・オペラのアルバムとして認識される作品だった。
1969年には、5月にザ・フーが2枚組アルバム『トミー』、10月にイングランドのロック・バンドのザ・キンクスが『アーサー、もしくは大英帝国の衰退ならびに滅亡』を発表した。『トミー』はタウンゼントがインドの導師メヘル・バーバーの教えに強い影響を受けて書いた作品で、父親が殺人を犯すのを目撃した衝撃で自らの意志で三重苦となって内なる世界に閉じこもった架空の少年トミーと彼を取り巻く様々な人々を描いた。アルバムは「ピンボールの魔術師」「シー・ミー・フィール・ミー」などの優れた曲を含む全24曲から構成され、大きな話題を呼んで商業的成功を収め、ロックの他のジャンルから独立したロック・オペラという新しいジャンルの存在を広く認識させるきっかけをつくった。『トミー』は発表されてから半世紀以上もの間、ロック・オペラの代表作の一つとして、ザ・フーの公演以外に、バレエ、舞台、管弦楽曲、映画、ブロードウェイでのミュージカルなど様々な形で演じられた。

### 1970年代以降
タウンゼントらのロック・オペラは、多くのミュージシャンに影響を与えた。作曲家のアンドルー・ロイド・ウェバーは作詞家のティム・ライスと組んで、1970年にコンセプト・アルバム『ジーザス・クライスト・スーパースター』を発表し、アルバムのヒットで得た資金で舞台化して1971年にロック・オペラ『ジーザス・クライスト・スーパースター』を発表した。この作品はブロードウェイ公演で有名になると、『ヘアー』と同様にロック・ミュージカルと呼ばれるようになった。日本では四季株式会社が制作企画・興行運営を行う劇団四季が複数回上演したので、商業主義の娯楽作と見られるようになってしまった。
1973年、ザ・フーは2枚組アルバム『四重人格』を発表した。1960年代のロンドンに実在した若者の集団であるモッズに属する架空の青年ジミーの多重人格と精神の葛藤とを描写する全17曲から構成され、『トミー』に続くザ・フーの2作目のロック・オペラとされた。
1974年、ピーター・ガブリエルを擁するジェネシスは、大作『眩惑のブロードウェイ（ザ・ラム・ライズ・ダウン・オン・ブロードウェイ）』を発表した。ニューヨークに住むラエルという非行少年が地底世界に迷い込み、失っていた自分の一部を探すという内容で、欲望、奇怪なクリーチャー、狂気、救いとストーリーは転がってゆく。
1977年、ミートローフが『地獄のロック・ライダー』を発表。ロック・オペラの代表的な作品とされており、アメリカやイギリス等でロング・ヒットを記録して、2012年時点の累計売り上げは4300万枚とされ、史上最も売れたアルバムの一つとされる。
1979年、ピンク・フロイドの『ザ・ウォール』は1,900万枚を売り上げた。曲を書いたのは主にロジャー・ウォーターズである。ピンク・フロイドによって1980年と1981年に、ウォーターズによって1991年にベルリンの壁で、大がかりなセットを使ってパフォーマンスが行われた。また1982年には、そのプロットを使って長編映画『ピンク・フロイド ザ・ウォール』が作られた。ウォーターズはさらにブロードウェイ・スタイルのものにも潤色している。
同じく1979年、フランク・ザッパは『ジョーのガレージ』を発表した。この作品は音楽が非合法化されたイラン革命に触発されたもので、9月にJoe's Garage, Act I、11月にJoe's Garage, Acts II & IIIが発表された。
1984年、社会主義体制のハンガリー人民共和国で映画『国王イシュトヴァーン』が公開され空前の大ヒットを記録した。1000年ないし1001年に戴冠したハンガリー初代国王イシュトヴァーンが国王になるまでの物語だが、登場人物やシーンの構成が『ジーザス・クライスト・スーパースター』を彷彿とさせる作品となった。作者は当初は映画の冒頭に「そしてその一千年後…」と表示するかどうか考えたと言う。このイシュトヴァーンの物語から千年後の1956年にはハンガリー動乱が勃発した。つまり本作品は千年前のイエスとユダとの対立の物語を念頭に置きながらイシュトヴァーンとコッパーニュの戦いを描くことで、カーダール・ヤーノシュとナジ・イムレ首相の対立の悲劇を暗喩的に描いたものである。日本ではこの作品は公開されなかったが、成功を収めたことは報道されている。上演は映画の撮影のためだけにブダペストの中央公園であるヴァーロシュリゲトで行なわれたものだったが、映画が大ヒットしたので舞台でも頻繁に上演されるようになった。
同年、ザッパは劇中劇の形式を採ったThing-Fishを発表。
1989年、ファット・ボーイズはラップ・オペラ『On and On』を発表。
1996年、ジョン・マイナーが『Heavens Cafe』をラスベガスのフラミンゴ劇場で上演。2004年にはロサンゼルスで再演した。
パンク・ロック・バンド、グリーン・デイは、2004年の反戦アルバム『アメリカン・イディオット』でアメリカ合衆国第43代大統領ジョージ・W・ブッシュの戦争を批判したロック・オペラを発表した。
前述の『国王イシュトヴァーン』以外にも、ロック・オペラは様々な言語で制作されてきた。たとえば、スペインのロック・グループ、マゴ・デ・オズの『Gaia II - La Voz Dormida』（2005年）などである。
2005年9月22日、ロック・バンドのLudoがリリースした『ブロウクン・ブライド/Broken Bride』は、ザ・トラベラーと呼ばれる男が愛する人を亡くして、数年後タイム・マシーンで彼女を救いに時間を遡るというストーリーである。彼の旅が年代記的に語られていく。
2006年にニュー・ジャージーの4人組ロック・バンド、マイ・ケミカル・ロマンスは、癌を患った男を主人公としたオルタナティブ・ロック・オペラ『ザ・ブラック・パレード』を発表した。
2006年、ザ・フーが24年ぶりに発表したアルバム『エンドレス・ワイヤー』には、タウンゼンドの小説『The Boy Who Heard Music』に基づいたミニ・ロック・オペラ『Wire & Glass』が収録された。この作品は、より大きなコンセプトを持つロック・オペラ『The Boy Who Heard Music』の一部に使われ、後に舞台劇となって、2007年7月13日から15日にかけてヴァッサー大学で上演された。